# Brno-Venkov (distrito)
Brno-venkov é um distrito da República Checa na região de Morávia do Sul, com uma área de 1.108 km² com uma população de 159.169 habitantes (2002) e com uma densidade populacional de 144 hab/km².